# 方元寀
方元寀（?—?），字道辅。南宋莆田（今屬福建）人。
方峻之子。宋哲宗元祐三年特科出身。少与程颐游。方元宷為官後常和程頤有書信往來，有數十帖之多。朱熹將書帖內容刻於白鹿洞書院。官终威武军节度推官。有子方峹。